# Salsa hoisin
La salsa hoisin (海鮮醬T, 海鲜酱S, hǎixiānP, lett. "frutti di mare") è una salsa densa e profumata comunemente usata nella cucina cinese come glassa per la carne, aggiunta per fritture al salto o come salsa di accompagnamento. Ha un aspetto dal colore scuro e dal sapore dolce e salato. Sebbene esistano varianti regionali, la salsa hoisin di solito include soia, finocchio, peperoncino rosso e aglio. Vengono comunemente aggiunti anche aceto, polvere cinque spezie e zucchero.

## Nome
La parola hoisin 海鮮 (in cantonese:hoi2 sin1, in mandarino standard: hǎixiān) significa "frutti di mare", ma la salsa non contiene ingredienti a base di pesce e non è comunemente consumata con i frutti di mare. Le sue origini sono sconosciute.

## Ingredienti
L'ingrediente chiave della salsa hoisin è la pasta di soia fermentata.
Gli ingredienti della salsa hoisin in stile pechinese includono amidi come patate dolci, grano e riso e acqua, zucchero, semi di soia, semi di sesamo, aceto bianco distillato, sale, aglio, peperoncino rosso e talvolta conservanti o coloranti. Tradizionalmente la salsa hoisin viene preparata utilizzando purea di soia tostata.

## Utilizzi nelle cucine regionali

### Cucina cinese
Nella cucina cinese la salsa hoisin viene utilizzata nella cucina cantonese per marinare la carne o come salsa di accompagnamento in alcuni piatti come l'anatra laccata alla pechinese, gli involtini di spaghetti di riso al vapore o in padella (noti anche come cheungfan) oppure il maiale mu shu.

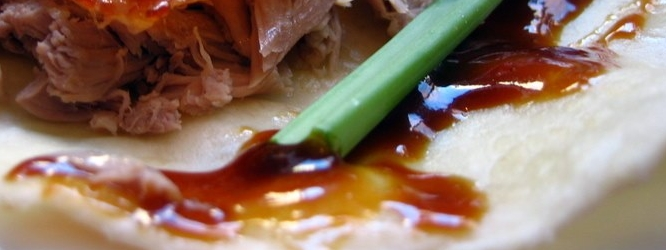
Salsa hoisin su anatra laccata alla pechinese
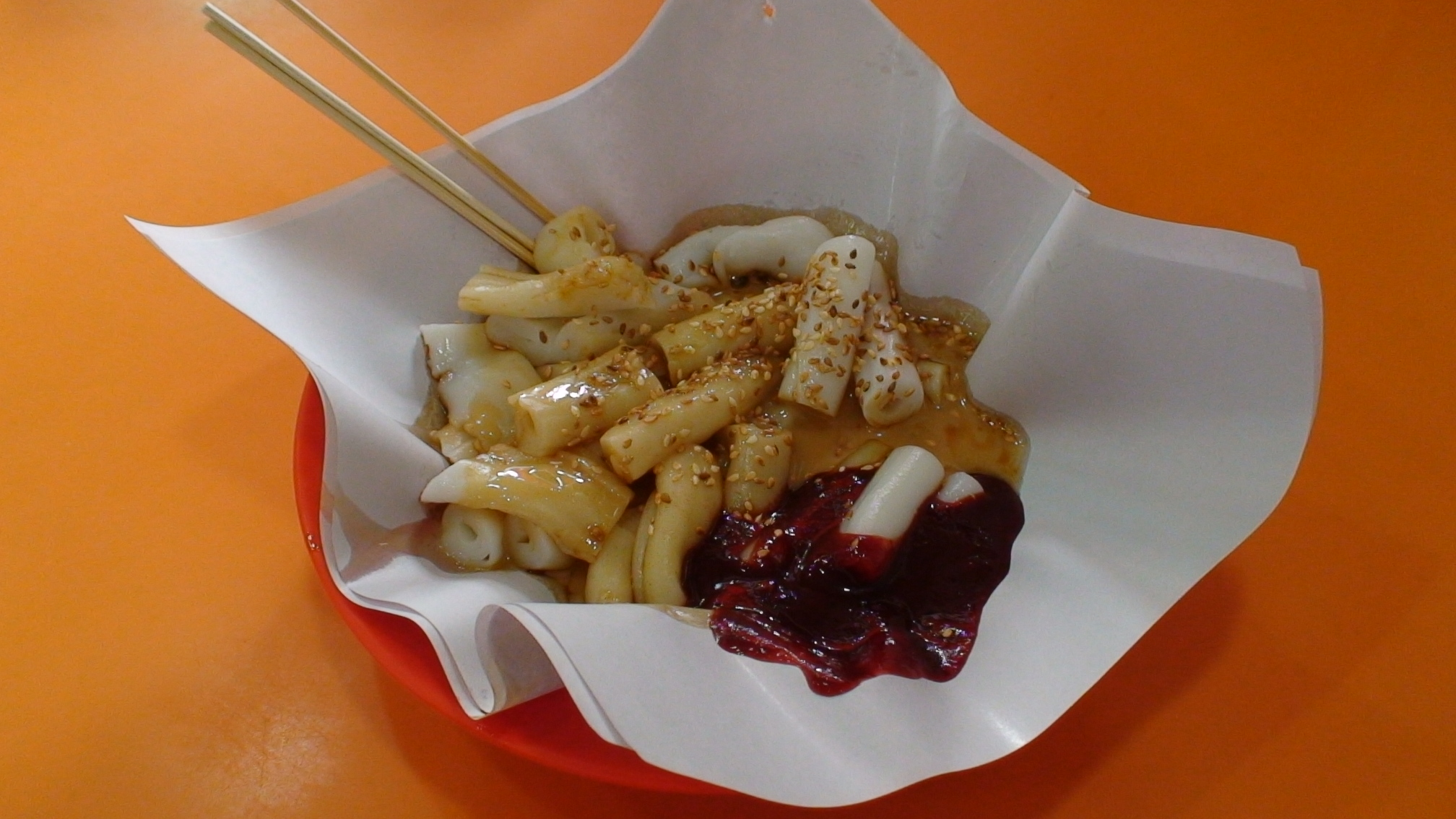
Cheungfan semplice con salsa hoisin e salsa di semi di sesamo

### Cucina vietnamita
In vietnamita la salsa hoisin è chiamata tương đen. È un condimento popolare per il phở, una zuppa con noodle vietnamita, nel Vietnam meridionale. La salsa può essere aggiunta direttamente in una ciotola di phở oppure può essere utilizzata come salsa per la carne. Nel phở la salsa hoisin è tipicamente accompagnato da salsa sriracha (tương đỏ). Viene anche utilizzata per preparare una salsa per il gỏi cuốn vietnamita e altri piatti simili. In cucina può essere utilizzato per glassare il pollo alla griglia.